# Margaret Mitchell
Margaret Mitchell (Atlanta, Georgia, 8 de noviembre de 1900-16 de agosto de 1949) fue una periodista, redactora y escritora estadounidense. Su ciudad natal, Atlanta, influyó en su famosa obra, Lo que el viento se llevó, una de las novelas más populares de la historia de la literatura, inmortalizada en la pantalla por el director de cine Victor Fleming en 1939.

## Biografía

### Infancia
Nacida en Atlanta, Georgia, estudió en el Smith College. La madre de Mitchell, Maybelle, recibió una buena educación para una mujer de su generación, y era conocida en Atlanta por su apoyo al sufragio femenino. Tenía grandes aspiraciones para su hija. Cuando de niña Mitchell anunció que no le gustaba la aritmética y que no iba más a la escuela, su madre la recogió en un coche y la llevó cerca de Clayton, California, donde un paisaje mostraba chimeneas solitarias en medio de las ruinas quemadas. Maybelle le contó a su hija cómo las personas que habían residido en aquellas casas pensaban que vivían en un mundo seguro, hasta que explotó alrededor de ellos. Le hizo entender que a su mundo le podía suceder lo mismo cualquier día, y que más le valía que le ayudase Dios si no tenía herramientas para lidiar con el nuevo orden. De este modo, le alentó sobre la necesidad de una buena educación, y sobre la perseverancia. Este mensaje caló hondo en la pequeña Margaret.
Eugene Mitchell, su padre, era abogado. Miembro fundador de la Sociedad Histórica de Atlanta, fue conocido por su inteligencia y meticulosidad. Bajo su atenta mirada, las buenas costumbres y el gusto prevalecieron en el hogar Mitchell, junto a un gran amor por la lectura. En su casa tampoco faltaron los placeres de la infancia. Ella y su hermano mayor, Stephens, volaban libremente sus cometas, jugaban a la pelota y participaban en carreras de caballos. Tímida desde pequeña, Mitchell ya mostraba una imparable afición por escribir. Plasmaba historias en cuadernos llenos de cuentos, en su mayoría aventuras con mucha acción. Tenía una especial predilección por las historias de la Guerra Civil, contadas por los veteranos confederados. Además, escribía obras de teatro, que representaba invitando al vecindario en el porche de su casa.
En 1912, la familia se trasladó a Jackson Hills, con vistas a la ciudad de Atlanta, a una casa señorial que Eugene había hecho construir en Peachtree Street, una de las más prestigiosas avenidas de la ciudad. Mitchell asistió a la escuela secundaria de Atlanta Washington Seminary, donde se unió al club literario, y publicó historias en el anuario de la escuela.

### Juventud y madurez
Su prometido, Henry Clifford, falleció en la Primera Guerra Mundial, un hecho que, unido al fallecimiento de su madre a causa de una epidemia de gripe, le marcó en adelante. Tuvo que dejar la universidad para hacerse cargo de su familia y su hermano. Desarrolló un espíritu rebelde con los años, lo que le llevó a seguir el movimiento Flapper, y se casó con un contrabandista y exfutbolista llamado Berrien "Red" Upshaw. 
Mientras seguía legalmente casada con Upshaw y necesitaba ingresos para sí misma, Mitchell consiguió un trabajo escribiendo artículos de fondo para The Atlanta Journal Sunday Magazine. Ni su familia ni la "sociedad" la animaron a seguir una carrera periodística, y no tenía experiencia previa en periodismo. Medora Field Perkerson, que contrató a Mitchell, declaró:

Había cierto escepticismo en la plantilla del Atlanta Journal Magazine cuando Peggy entró a trabajar como reportera. En aquella época, las debutantes dormían hasta tarde y no iban a buscar trabajo.

Su primer reportaje, "Atlanta Girl Sees Italian Revolution",: 3–5  donde es acreditada como Margaret Mitchell Upshaw, apareció el 31 de diciembre de 1922.: xi  Escribió sobre una amplia gama de temas, desde modas hasta generales confederados y el rey Tutankamon. En un artículo aparecido el 1 de julio de 1923, "Valentino Declares He Isn't a Sheik",: 152–154  entrevistó al célebre actor Rodolfo Valentino, refiriéndose a él como "jeque" por su papel en el cine. Menos entusiasmada por su aspecto que por su "principal encanto", su "voz baja y ronca con un acento suave y sibilante",: 153  describió su rostro como "moreno":

Su rostro era moreno, tan moreno que sus dientes blancos brillaban en sorprendente contraste con su piel; sus ojos: cansados, aburridos, pero corteses.: 152 

Mitchell se emocionó mucho cuando Valentino la tomó en brazos y la llevó al interior desde la azotea del Georgian Terrace Hotel.: 154 
Muchos de sus relatos eran vívidamente descriptivos. En un artículo titulado "Bridesmaid of Eighty-Seven Recalls Mittie Roosevelt's Wedding",: 144–151  escribió sobre una mansión de columnas blancas en la que vivía la última dama de honor superviviente de la boda de la madre de Theodore Roosevelt:

Las altas columnas blancas que se vislumbran a través del verde oscuro del follaje de los cedros, la amplia veranda que rodea la casa, el majestuoso silencio engendrado por los robles centenarios evocan recuerdos de On Virginia de Thomas Nelson Page. La atmósfera de dignidad, tranquilidad y cortesía que era el alma del Viejo Sur se respira en esta vieja mansión...: 144 

En otro artículo, "Georgia's Empress and Women Soldiers",: 238–245  escribió breves semblanzas de cuatro mujeres notables de Georgia. Una de ellas fue la primera mujer que ocupó un escaño en el Senado de los Estados Unidos, Rebecca Latimer Felton, una sufragista que mantenía posturas supremacistas hacia los blancos. Las otras mujeres eran: Nancy Hart, Lucy Mathilda Kenny (también conocida como el soldado Bill Thompson del ejército de los Estados Confederados) y Mary Musgrove. El artículo generó correo y polémica entre sus lectores.: xiii  Mitchell recibió críticas por representar a "mujeres fuertes que no se ajustaban a los estándares aceptados de feminidad".
La carrera periodística de Mitchell, que comenzó en 1922, llegó a su fin menos de cuatro años después; su último artículo apareció el 9 de mayo de 1926.: xx 
Varios meses después de casarse con John Marsh, Mitchell abandonó el periodismo debido a una lesión de tobillo que no se curaba bien y optó por convertirse en esposa a tiempo completo. Durante el tiempo en que Mitchell trabajó para el Atlanta Journal, escribió 129 artículos de fondo, 85 noticias y varias reseñas de libros.: xv 

## Lo que el viento se llevó
A mediados de los años 20 sufrió un accidente que le causó una serie de lesiones. Durante la recuperación, empezó a escribir su famosa novela Lo que el viento se llevó. Empezada en 1926, tardó diez años en terminarla. Este retrato romántico de la vida en el sur de Estados Unidos durante la Guerra de Secesión, contada a través de la historia de una familia georgiana, se convirtió de inmediato en superventas. Hasta 1949 se habían imprimido ocho millones de ejemplares y ha sido traducida a treinta idiomas. 
Lo que el viento se llevó se publicó en junio de 1936, y Mitchell fue galardonada con el premio Pulitzer en mayo del año siguiente. Dos años después, fue inmortalizada en la gran pantalla con la película homónima protagonizada por Clark Gable y Vivien Leigh. La película tuvo su estreno mundial en el Gran Teatro de la Loew de Atlanta, el 15 de diciembre de 1939. Como curiosidad, algunos biógrafos coinciden en que el carácter de la autora era muy parecido al de la heroína de su novela, Scarlett O'Hara, así como su experiencia sentimental.

## Interés por el erotismo
Mitchell empezó a coleccionar libros eróticos de las librerías de Nueva York cuando tenía veinte años.: 200  Los recién casados Marsh y su grupo social estaban interesados en "todas las formas de expresión sexual".: 134  Mitchell comentó su interés por las librerías sucias y la prosa sexualmente explícita en cartas a un amigo, Harvey Smith. Smith señaló que sus lecturas favoritas eran Fanny Hill, El jardín perfumado y Afrodita.
Mitchell se aficionó a las obras del escritor sureño James Branch Cabell y a su clásico de 1919, Jurgen, una comedia de la justicia.: 200  Leyó además libros sobre sexología y se interesó especialmente por los estudios de casos de Havelock Ellis, un médico británico que estudió la sexualidad humana. Durante este periodo en el que Mitchell leía pornografía y sexología, también estaba escribiendo Lo que el viento se llevó.

## Filantropía
Tras la publicación de la novela y el lanzamiento de la película, Mitchell tuvo los recursos financieros suficientes para apoyar grandes obras benéficas, incluyendo numerosas organizaciones de servicio social en Atlanta y becas para los estudiantes de medicina de la Universidad Morehouse. Durante la Segunda Guerra Mundial, el USS Atlanta se hundió en la batalla de Guadalcanal. Mitchell condujo unidades de guerra para construir una nave de reemplazo, recaudando 65 millones de dólares en solo sesenta días. Ella bautizó a este USS Atlanta en febrero de 1944. Además, ayudó a la reconstrucción de Vimoutiers, un pequeño pueblo de Francia, después de la Segunda Guerra Mundial.

## Primeras obras antes deLo que el viento se llevó

### Lost Laysen
Mitchell escribió una novela romántica, Lost Laysen, cuando tenía quince años (1916). Regaló Lost Laysen, que había escrito en dos cuadernos, a un novio, Henry Love Angel. Éste murió en 1945 y la novela permaneció sin descubrir, entre unas cartas que ella le había escrito, hasta 1994.: 7–8  La novela se publicó en 1996, ochenta años después de ser escrita, y se convirtió en un bestseller de The New York Times.
En Lost Laysen, Mitchell explora la dinámica de tres personajes masculinos y su relación con el único personaje femenino, Courtenay Ross, una decidida misionera estadounidense en la isla de Laysen, en el Pacífico Sur. El narrador del relato es Billy Duncan, "un rudo y endurecido soldado de fortuna",: 97  que con frecuencia se ve envuelto en peleas que le dejan al borde de la muerte. Courtenay observa rápidamente el cuerpo musculoso y duro de Duncan mientras trabaja sin camisa a bordo de un barco llamado Caliban. El pretendiente de Courtenay es Douglas Steele, un hombre atlético que aparentemente cree que Courtenay está indefensa sin él. Sigue a Courtenay a Laysen para protegerla de los salvajes extranjeros. El tercer personaje masculino es el rico, poderoso y malvado Juan Mardo. Este mira lascivamente a Courtenay y hace comentarios groseros de naturaleza sexual, aunque en japonés. Mardo provoca a Duncan y Steele, y cada uno de ellos siente que debe defender el honor de Courtenay. Al final, Courtenay defiende su propio honor antes que someterse a la vergüenza.
El antagonista mestizo de Mitchell, Juan Mardo,: 92  acecha en las sombras de la historia y no tiene diálogo. El lector se entera de las malas intenciones de Mardo a través de Duncan:

Decían que Juan Mardo te había echado el ojo... y que pretendía tenerte... ¡de cualquier manera!: 99 

Los deseos de Mardo son similares a los de Rhett Butler en su ardiente persecución de Scarlett O'Hara en la novela épica de Mitchell, Lo que el viento se llevó. Rhett le dice a Scarlett:

Siempre tuve la intención de tenerte, de un modo u otro.

La "otra forma" es la violación. En Lost Laysen, el hombre seductor es sustituido por el hombre violador.

### The Big Four
En la adolescencia de Mitchell, se sabe que escribió una novela de 400 páginas sobre chicas en un internado, The Big Four (Los cuatro grandes).: xxii  La novela se cree perdida; Mitchell destruyó ella misma algunos de sus manuscritos y otros fueron destruidos tras su muerte.

### Ropa Carmagin
En la década de 1920 Mitchell completó una novela, Ropa Carmagin, sobre una chica blanca sureña que ama a un hombre birracial. Mitchell presentó el manuscrito a la editorial Macmillan en 1935 junto con su manuscrito de Lo que el viento se llevó. La novela fue rechazada; Macmillan pensó que la historia era demasiado corta para un libro.

## Muerte y legado

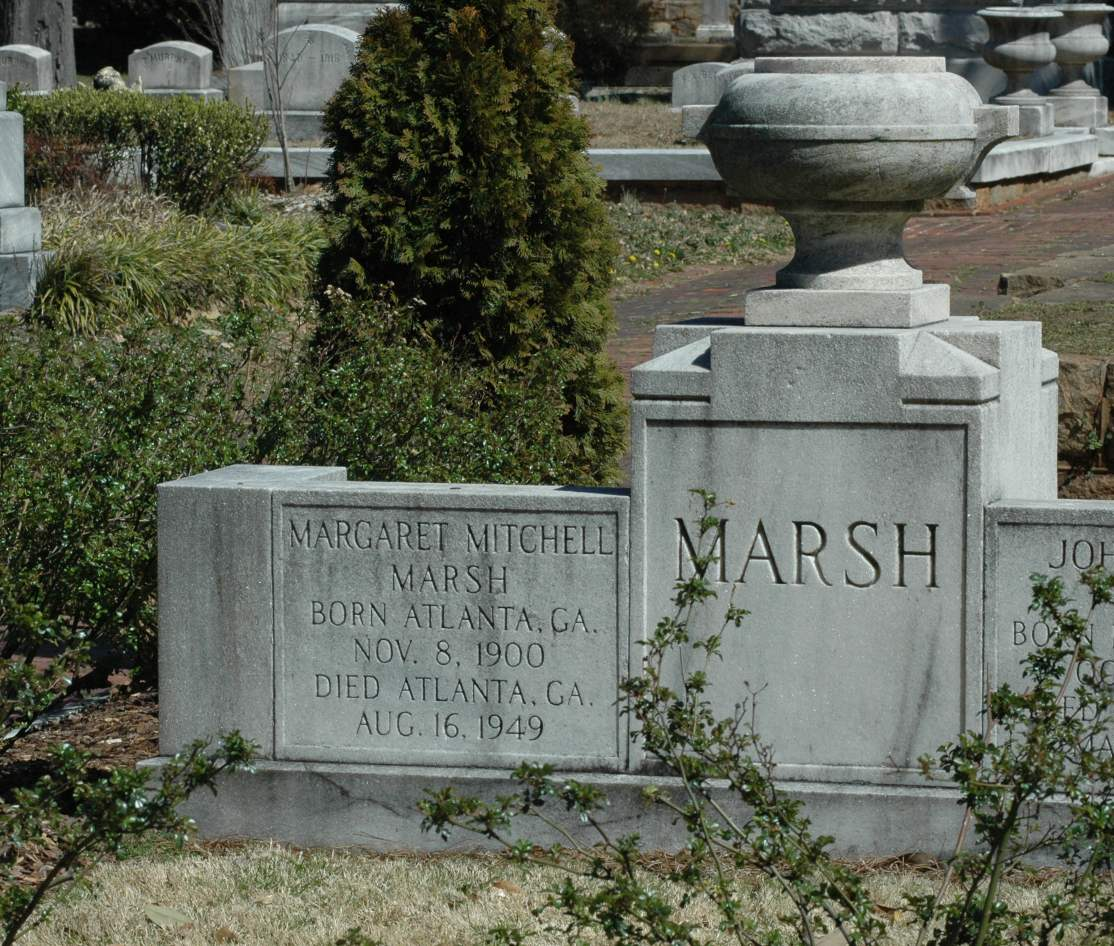
Tumba de Margaret Mitchell en el cementerio de Oakland, Atlanta.

El 11 de agosto de 1949, al cruzar la intersección de Peachtree y 13th Street, junto con su esposo John Marsh, mientras se dirigía a ver la película A Canterbury Tale, Margaret Mitchell fue atropellada por un conductor de taxi, Hugh Gravitt, que además de conducir a gran velocidad se encontraba fuera de servicio. Falleció cinco días después, a los 48 años de edad, en el Grady Hospital, sin haber recuperado el estado de alerta, y fue enterrada en el cementerio de Oakland, Atlanta.
El conductor, Hugh Gravitt, era un taxista fuera de servicio que conducía su vehículo personal cuando atropelló a Mitchell. Después del accidente, Gravitt fue arrestado por conducir ebrio y puesto en libertad, al pagar una fianza de 5.450 dólares, hasta la muerte de Mitchell.
Gravitt, originalmente, fue acusado de conducir en estado de ebriedad y por el lado equivocado de la calle. Fue sentenciado por homicidio involuntario en noviembre de 1949 y condenado a 18 meses de cárcel. Cumplió once meses. Gravitt murió en 1994, a la edad de 73 años.
Cuando su esposo John falleció en 1952, fue sepultado junto a su esposa. 
En 1994 Margaret Mitchell fue incluida en el Georgia Women of Achievement y en el año 2000 en el The Georgia Writers Hall of Fame.